# 655 (tal)
655 är det naturliga heltal som följer 654 och följs av 656.

## Matematiska egenskaper
- 655 är ett udda tal.
- 655 är ett semiprimtal[1].
- 655 är ett sammansatt tal.
- 655 är ett lyckotal.
- 655 är ett glatt tal.

## Inom vetenskapen
- 655 Briseïs, en asteroid.